# Bolandiol dipropionate
Bolandiol dipropionate (USAN) (tên thương hiệu Anabiol, Storinal; tên mã phát triển trước đây SC-7525), hoặc bolandiol propionate (JAN), còn được gọi là norpropandrolate hoặc 19-nor-4-androstenediol dipropionate, cũng như este -3β, 17β-diol 3,17-dipropionate, là một steroid đồng hóa-androgenic tổng hợp (AAS) và dẫn xuất của 19-nortestosterone (nandrolone). Nó là một este androgen - đặc biệt, các 3,17- dipropionate este của bolandiol (19-không-4-androstenediol).